# Profilaxia pós-exposição
Profilaxia pós-exposição (PPE ou mais conhecida pela sigla em inglês PEP) é qualquer tratamento médico preventivo iniciado imediatamente após a exposição a um patógeno, tal como um vírus, de forma a prevenir a infeção por esse patógeno e o desenvolvimento de uma doença.

## Raiva
A profilaxia pós-exposição é comumente e efetivamente utilizada para prevenir o início da raiva após uma mordida por um animal suspeito de estar infectado, desde que as ferramentas de diagnóstico não estejam presentes para detectar a infeção antes do início dessa doença quase sempre fatal. O tratamento consiste de uma série de injeções de vacinas antirrábicas e hemoglobina. A vacina antirrábica é dada tanto para humanos quanto para animais que tenham sido potencialmente expostos a raiva.

## Tétano
O toxoide tetânico pode ser administrado em caso de suspeita de exposição ao tétano. Nesses casos, pode ser administrado com ou sem imunoglobulina antitetânica (também chamada de anticorpos antitetânicos ou antitoxina tetânica). Pode ser administrado como terapia intravenosa ou por injeção intramuscular.[carece de fontes?]

## HIV

### História
O AZT foi aprovado como tratamento para a AIDS em 1987. Como os profissionais de saúde ocasionalmente eram expostos ao HIV durante o trabalho, algumas pessoas pensaram em tentar administrar o AZT a esses profissionais para prevenir a seroconversão. Essa prática diminuiu drasticamente a incidência de seroconversão entre os profissionais quando realizada sob certas condições.
Mais tarde, surgiram as questões sobre dar tratamento para o HIV após uma exposição conhecida ou sob alto risco de exposição. Dados iniciais de estudos pré-clínicos estabeleceram a eficácia do AZT na prevenção da transmissão da infecção pelo HIV. O AZT também foi visto na redução da transmissão materno-infantil do HIV em um estudo controlado randomizado, sugerindo o uso de profilaxia pós-exposição (PEP) do AZT. Dados subsequentes mostraram que a terapia antirretroviral combinada era significativamente superior ao AZT na redução das taxas de transmissão perinatal. Além disso, o AZT geralmente não é mais recomendado devido à baixa tolerância, resultando em altas taxas de descumprimento do paciente.
As exposições não ocupacionais incluem casos em que um preservativo se rompe enquanto uma pessoa com HIV faz sexo com uma pessoa soronegativa em uma única incidência, ou no caso de sexo desprotegido com um parceiro anônimo, ou ainda no caso de um incidente não habitual de compartilhar uma seringa para uso de drogas injetáveis.
Evidências sugerem que a PEP também reduz o risco de infecção pelo HIV nesses casos. Em 2005, o DHHS dos EUA divulgou as primeiras recomendações para uso de PEP não ocupacional (nPEP) para diminuir o risco de infecção pelo HIV após exposições. As recomendações foram substituídas por uma diretriz atualizada em 2016.
As exposições ocupacionais incluem ferimentos com agulhas de profissionais de saúde de uma fonte infectada pelo HIV. Em 2012, o DHHS dos EUA incluiu diretrizes sobre o uso ocupacional de PEP (oPEP) para indivíduos com exposições ao HIV que ocorrem em ambientes de saúde.
Como foi comprovado que tomar medicamentos que atacam o HIV logo após a exposição reduz o risco de contrair o HIV, isso levou à pesquisa de profilaxia pré-exposição, ou seja, o uso de medicamentos antes de uma potencial exposição ao HIV.

### Avaliação de risco
O início da profilaxia pós-exposição com o uso de antirretrovirais depende de vários fatores de risco, embora o tratamento geralmente seja iniciado após um evento de alto risco. Para determinar se a profilaxia pós-exposição é indicada, uma visita de avaliação será realizada para considerar os fatores de risco associados ao desenvolvimento do HIV. As avaliações nesta visita incluirão se a pessoa em risco ou a pessoa fonte potencial é HIV positiva, detalhes sobre o evento potencial de exposição ao HIV, incluindo tempo e circunstâncias, se outros eventos de alto risco ocorreram no passado, testes para infecções sexualmente transmissíveis, testes para hepatite B e C (nPEP também é eficaz contra hepatite B) e testes de gravidez para mulheres em idade fértil.
Os fatores de risco para o desenvolvimento do HIV incluem a exposição de membranas mucosas (vagina, reto, olho, boca ou ferimentos na pele) de uma pessoa HIV-negativa a fluidos corporais (sangue, sêmen, secreções retais, secreções vaginais, leite materno) de uma pessoa conhecida por ser HIV positiva. Por exemplo, fazer sexo desprotegido com parceiro HIV positivo é considerado arriscado, mas compartilhar brinquedos sexuais, cuspir e morder são considerados riscos insignificantes para iniciar a profilaxia pós-exposição. O maior risco não sexual é a transfusão de sangue e o maior risco de contato sexual é a relação anal receptiva. O momento da exposição não afeta o risco de desenvolver HIV, mas altera se a profilaxia pós-exposição será recomendada. Exposições que ocorreram 72 horas ou menos do início do tratamento são elegíveis para profilaxia pós-exposição. Se a exposição ocorreu mais de 73 horas antes do início do tratamento, a profilaxia pós-exposição não é indicada.

### Teste
Teste inicial de HIV: Antes de iniciar a PEP após uma potencial exposição ao HIV, as pessoas devem ser testadas para antígenos e anticorpos do HIV-1 e HIV-2 no sangue usando um teste de diagnóstico rápido. A PEP só deve ser iniciada se o teste de diagnóstico rápido não revelar a presença de infecção pelo HIV ou se os resultados dos testes não estiverem disponíveis. No entanto, se a infecção pelo HIV já estiver presente, a PEP não deve ser iniciada. O teste de HIV deve ser repetido quatro a seis semanas e três meses após a exposição.
As pessoas podem apresentar sinais e sintomas de infecção aguda pelo HIV, incluindo febre, fadiga, mialgia e erupção cutânea, enquanto tomam PEP. O CDC recomenda procurar atendimento médico para avaliação se esses sinais e sintomas ocorrerem durante ou após o mês de PEP. Se os testes laboratoriais de anticorpos de acompanhamento revelarem infecção pelo HIV, especialistas em tratamento do HIV devem ser procurados e a PEP não deve ser descontinuada até que a pessoa seja avaliada e o plano de tratamento seja estabelecido.
Teste de ISTs e HBV: Pessoas com potencial exposição ao HIV também correm o risco de adquirir ISTs e HBV. Os Centros de Controle e Prevenção de Doenças (CDC) dos EUA recomendam o teste de amplificação de ácido nucleico específico para ISTs (NAAT) para gonorreia e clamídia e exames de sangue para sífilis. A PEP também é ativa contra infecções por HBV, de modo que a descontinuação da medicação pode causar a reativação do HBV, embora seja raro. Os profissionais de saúde devem monitorar de perto o status do HBV.
Testes de acompanhamento: A creatinina sérica e a depuração de creatinina estimada devem ser medidas na linha de base para determinar o regime antirretroviral PEP mais apropriado. Durante a PEP, a função hepática, a função renal e os parâmetros hematológicos devem ser monitorados.

### Tratamento
No caso de exposição ao HIV, a profilaxia pós-exposição (PEP) é um curso de medicamentos antirretrovirais que reduz o risco de seroconversão após eventos com alto risco de exposição ao HIV (por exemplo, sexo anal ou vaginal desprotegido, ferimentos com agulhas ou o compartilhamento de agulhas). O CDC recomenda a PEP para qualquer pessoa HIV-negativa que tenha sido recentemente exposta ao HIV por qualquer motivo.
Para ser mais eficaz, o tratamento deve começar dentro de uma hora após a exposição. Após 72 horas, a PEP é muito menos eficaz e pode não ser eficaz. O tratamento profilático para o HIV geralmente dura quatro semanas.
Embora existam dados convincentes para sugerir que a PEP após a exposição ao HIV é eficaz, houve casos em que ela falhou. A falha tem sido frequentemente atribuída ao atraso no recebimento do tratamento (superior a 72 horas após a exposição), ao nível de exposição e/ou à duração do tratamento (falta de adesão ao regime de 28 dias). Além disso, como o tempo e o nível de exposições não ocupacionais são autorrelatados, não há dados absolutos sobre o prazo de administração para o qual a PEP seria eficaz. O período de janela padrão de anticorpos começa após o último dia de tratamento com PEP. As pessoas que receberam PEP são normalmente aconselhadas a fazer um teste de anticorpos 6 meses após a exposição, bem como o teste padrão de 3 meses.
O regime antirretroviral usado na PEP é o mesmo que a terapia antirretroviral padrão altamente ativa usada para tratar a AIDS. Uma prescrição típica é um curso de 28 dias de comprimidos de emtricitabina/tenofovir contendo 200 mg de emtricitabina e 245 mg de tenofovir disoproxil a serem tomados uma vez ao dia e comprimidos de 400 mg de raltegravir a serem tomados duas vezes ao dia. As pessoas que iniciam o tratamento com nPEP geralmente recebem um pacote inicial de 28 dias, em oposição a um pacote inicial de 3-7 dias, para facilitar a forte adesão à medicação. Eles também devem ser aconselhados sobre os efeitos colaterais desagradáveis, incluindo mal-estar, fadiga, diarreia, dor de cabeça, náusea e vômito.
Pessoas com alto risco de reexposição devido a relações sexuais desprotegidas ou outros fatores comportamentais devem receber a PrEP, que começaria imediatamente após a conclusão do curso de tratamento com nPEP. Inversamente, se um paciente aderente ao medicamento já estiver em PrEP após exposição não ocupacional, o tratamento com nPEP não é necessário.

## Hepatite A
Para exposição à hepatite A, imunoglobulina humana normal (HNIG) e/ou a vacina de hepatite A pode ser usada como PEP, dependendo da situação clínica.

## Hepatite B
Se a pessoa exposta for uma fonte HBsAg positiva (um respondedor conhecido à vacina HBV), então, se exposta à hepatite B, uma dose de reforço deve ser administrada. Se está em processo de vacinação ou não responder ao HBsAg, é preciso administrar imunoglobulina contra hepatite B (HBIG) e a vacina. Para os não respondedores conhecidos, HBIG e a vacina devem ser administrados, enquanto aqueles em processo de vacinação devem ter um curso acelerado da vacina HBV.[carece de fontes?]

## Hepatite C
Pessoas expostas à hepatite C devem fazer PCR mensalmente e, se ocorrer seroconversão, interferon, com possível ribavirina.[carece de fontes?]